# La Luz, Morelia
La Luz är en ort i Mexiko.   Den ligger i kommunen Morelia och delstaten Michoacán de Ocampo, i den södra delen av landet, 240 km väster om huvudstaden Mexico City. La Luz ligger 2 178 meter över havet och antalet invånare är 135.
Terrängen runt La Luz är kuperad åt sydost, men åt nordväst är den platt. Terrängen runt La Luz sluttar österut. Runt La Luz är det tätbefolkat, med 493 invånare per kvadratkilometer. Närmaste större samhälle är Morelia, 17,7 km sydost om La Luz. I omgivningarna runt La Luz växer huvudsakligen savannskog.